# Penyagolosa
Penyagolosa är ett berg i Spanien.   Det ligger i provinsen Província de Castelló och regionen Valencia, i den östra delen av landet, 280 km öster om huvudstaden Madrid. Toppen på Penyagolosa är 1 813 meter över havet, eller 463 meter över den omgivande terrängen. Bredden vid basen är 4,1 km.
Terrängen runt Penyagolosa är huvudsakligen kuperad. Penyagolosa är den högsta punkten i trakten. Runt Penyagolosa är det mycket glesbefolkat, med 6 invånare per kvadratkilometer. Närmaste större samhälle är Lucena del Cid, 11,5 km sydost om Penyagolosa. 